# 独占春
独占春（学名：Cymbidium eburneum）为兰科兰属下的一个种。

## 扩展阅读
- 維基物種上的相關：独占春